# Atresia esofágica
A atrésia esofágica é uma anomalia congênita, onde ocorre estreitamento ou completa obstrução do lúmen esofágico. O esofâgo superior não se conecta ao esôfago inferior e estômago. É resultante de um processo embrionário mal formativo.

## Sintomas
Estudo clínico e radiológico(Semiologia e Semiótica):(sintomas e sinais )
Para BOERS e POTTS, o recém-nascido que sufoca e respira com dificuldade – em que o nariz e a boca são obstruídos por secreções excessivas, tem uma atrésia esofágica até se provar o contrário.
Esta é uma indicação para os pediatras, pois que, mesmo para um pediatra avisado, serão necessárias várias horas, antes que ele pense em atrésia. Há, porem, elementos colhidos, quer antes do nascimento, quer à nascença
que podem fazer pensar em atrésia do esófago.

## Antes do nascimento
A única forma de eliminação do líquido amniótico segregado pelo epitélio amniótico é a deglutição fetal. Várias vezes tem sido demonstrado que substâncias injectadas no saco amniótico, podem ser encontradas, mais tarde no estômago e intestino do feto.
Há autores que relacionam a prematuridade com a atrésia, mas não esclarecem se teria havido antecedentes de hidrâmnios.
Não deve-se esquecer que o hidrâmnios pode também existir nas obstruções altas do tubo digestivo.   Certamente que o "hidrâmnios", não é patognomónico de atrésia esofágica e MORIN, HANON, COQUOIN, CARNOT, MIGNARD, não aceitam que o hidrâmnios seja causado por uma obstrução do tubo digestivo.
Uma conclusão certa porem se tira: em todo o hidrâmnios, o obstetra que assiste à mãe, ou o pediatra que recebe a criança, têm a obrigação de fazer um despiste de atrésia esofágica no recém-nascido.

## À nascença
O diagnóstico apoia-se em sintomas de presunção que sinais de certeza podem rapidamente confirmar.
Fazer o diagnóstico de atrésia esofágica antes do 3º ou 4º dia deve ser o objetivo a atingir por todo aquele que lida com o recém-nascido.
A literatura, porém, pode levar-nos a conclusões errôneas. HAIGHT, por exemplo, obteve o seu primeiro sucesso cirúrgico num recém-nascido operado ao 12º dia.
Certas estatísticas mostram melhores resultados, para crianças operadas com vários dias de idade, do que em crianças operadas precocemente.
Sem dúvida que a "aparente" maior sobrevivência operatória de crianças operadas tardiamente se deve a que só as crianças vigorosas passam a barreira dos 3 primeiros dias, porque a tosse é eficaz. 

## Sintomatologia de presunção
- Sialoreia (salivação excessiva).
- Regurgitação (intolerância alimentar).
- Sintomatologia de obstrução respiratória com estridor
- Distensão (ballonement) epigástrica.

É salivação excessiva, evoca-nos a Síndrome (de obstrucção) Esofágica – disfagia regurgitação e sialorreia
A primeira (disfagia), sendo de expressão subjectiva, não pode ser detectada no recém-nascido.
Abundante mucosidade escorre da boca da criança, dando a sensação dum excesso de salivação que obstrui a faringe e impede o reflexo da deglutição.
Um muco fino e espumoso característico, escorre continuamente ao nível dos lábios, contrastando com as bolhas que,frequentemente, surgem no recém-nascido, após o parto.
Muito excepcionalmente esta espuma pode estar tingida de bílis, em consequência do refluxo gastroesofágico de conteúdo gastroduodenal, através de fístula eso-traqueal.

### Regurgitação
É a intolerância alimentar. A primeira tentativa de alimentação é seguida dum acesso de tosse, sufocação e cianose.
Instala-se uma dispneia e cianose persistentes, agravadas por inalação constante de muco e de saliva. A cada tentativa alimentar, surge uma recorrência destas dificuldades respiratórias. Não se deve, porém, chegar a esta fase. A hipótese de atrésia deve ser posta antes do início da alimentação.

### Sinais de obstrução respiratória com estridor
Raramente podem aparecer perturbações respiratórias imediatas, com estridor, que parece ser devido a uma prega da membrana mucosa na traqueia a nível da fístula traqueoesofágica.
Estridor dos Recém-nascidos é a respiração ruidosa que se observa em certo número de recém-nascidos, mesmo durante o sono constituído por um ruído grave, rouco, que lembra um sussurro de água corrente, seguido de um ruído agudo.
O estridor ouve-se durante a inspiração, mantendo-se, em regra, normal a expiração.
É variável quanto a intensidade e ao timbre, podendo deixar de se ouvir durante períodos maiores ou menores. O estridor aumenta quando a criança acorda, quando está agitada, sempre que grita, etc. O estridor observa-se muitas vezes em crianças normais. Pode ser passageiro ou permanecer bastante tempo,  desaparecendo, em regra, espontaneamente, no fim de alguns meses ou anos.
Tem sido atribuído o seu aparecimento a várias causas, mas, o mais provável é que seja devido a uma malformação da laringe com flacidez das pregas aritno-epiglóticas.
O estridor diminui com a idade porque estas pregas tornam-se mais rígidas. (G.E.P.B.vol.X, pag.569).